# Корелья-Антельмінеллі
Корелья-Антельмінеллі (італ. Coreglia Antelminelli) — муніципалітет в Італії, у регіоні Тоскана,  провінція Лукка.
Корелья-Антельмінеллі розташована на відстані близько 290 км на північний захід від Рима, 70 км на північний захід від Флоренції, 24 км на північ від Лукки.
Населення — 5260 осіб (2014).
Щорічний фестиваль відбувається 8 травня. 

## Демографія
Населення за роками:

Станом на 1 січня 2023 року в муніципалітеті офіційно проживали 462 іноземці з 52 країн, серед них 173 громадяни країн Євросоюзу та 8 громадян України.

## Сусідні муніципалітети
- Абетоне
- Баньї-ді-Лукка
- Барга
- Борго-а-Моццано
- Ф'юмальбо
- Галлікано
- П'євепелаго